# Madeleine Malraux
Pour les articles homonymes, voir Malraux (homonymie).
 (février 2016).
Madeleine Malraux, née Marie-Madeleine Lioux le 7 avril 1914 à Toulouse, et morte le 8 janvier 2014 dans le 16ème arrondissement de Paris, est une pianiste concertiste française.

## Biographie
Madeleine Lioux est née à Toulouse, dans une famille bourgeoise d'industriels, dont le père est mélomane. Elle entre en 1928 au Conservatoire de musique et de déclamation à Paris, dans la classe de Marguerite Long. Elle obtient un premier prix, commence une carrière de professeur des classes supérieures de piano au conservatoire de Toulouse et donne des concerts en soliste.
Le 8 janvier 1943, elle épouse Roland Malraux, journaliste et demi-frère d'André Malraux. De leur union naîtra le 11 juin 1944, un fils, Alain Malraux, qui ne connaîtra jamais son père. En effet le 21 mars 1944, Roland Malraux est arrêté par la Gestapo à Brive-la-Gaillarde et déporté à Neuengamme, en Allemagne. Il meurt lors du bombardement du torpilleur Cap Arcona par la RAF au large de la baie de Lübeck le 3 mai 1945.
C'est cette même année 1943 que Madeleine Lioux rencontre pour la première fois chez ses parents André et sa compagne d'alors Josette Clotis. Il s'en faut de peu que le futur ministre du général de Gaulle ne connaisse le même sort que ses demi-frères. En effet, peu de temps avant son arrestation, Roland avait présenté André Malraux au chef du réseau Footmann, autre réseau du SOE : George Hiller. Entré en Résistance sous le nom de colonel Berger, André Malraux est arrêté à son tour par les Allemands à Gramat, le 22 juillet 1944. Transféré à la prison Saint-Michel de Toulouse, il est libéré par un coup de force des maquisards le 19 août.
Le 12 novembre de la même année, Josette Clotis, compagne d’André Malraux et mère de ses deux fils, Gauthier et Vincent, meurt des suites d'un accident de chemin de fer. En 1945, Madeleine Lioux ayant regagné Paris et appris la mort de Roland Malraux, s'installe, avec son fils Alain, André Malraux et ses fils, au no 18bis, avenue Robert-Schuman à Boulogne-Billancourt dans une villa construite par Louis Faure-Dujarric. De son côté, Clara Malraux qui est toujours la femme d'André, s'installe, avec leur fille Florence au no 17 rue Berthollet à Paris. Peu après, Malraux devient ministre de l'Information du général de Gaulle. En 1946, Madeleine Lioux donne des concerts à la galerie d'art La Pléiade que dirige André Malraux. Elle joue Erik Satie, alors oublié, et Benjamin Britten, qui n'est pas encore célèbre. Le 13 mars 1948, elle épouse en Alsace dans la plus stricte intimité André Malraux qui vient de divorcer en 1947 de Clara Malraux. Le couple est très lié avec les Fautrier chez qui ils dînent souvent dans la résidence de la Vallée-aux-Loups à Châtenay-Malabry. Madeleine Malraux joue pour le peintre les compositeurs qu'il préfère : Chopin, Brahms et bien sûr Satie. Elle est cependant obligée de mettre sa carrière entre parenthèses du fait des responsabilités de son mari au gouvernement qui l'obligent à beaucoup voyager. Madeleine va s'occuper de l'éducation des trois garçons.
Resté fidèle au général de Gaulle pendant la traversée du désert de celui-ci, Malraux abandonne ses activités au sein du RPF et voyage en 1952 avec son épouse en Grèce, Égypte, Iran, Irak. En 1954, le couple est invité à New York pour l'inauguration  des nouvelles galeries du Metropolitan Museum of Art. Ils passent leurs vacances en Italie, visitant la Toscane et l'Ombrie. En 1956, ils voyagent avec Alain à Rome et en Sicile. En 1958, voyages en Guadeloupe, Martinique, Guyane et, du 21 novembre au 15 décembre, en Iran, Inde, Japon. En janvier 1959, Malraux devient le premier ministre de la Culture de la Ve République naissante. Il voyage en août et septembre en Amérique du Sud, Argentine, Brésil, Chili, Pérou, Uruguay, séjour au Palais Gritti à Venise.
Le 23 mai 1961, les deux fils d'André Malraux, Gauthier et Vincent, se tuent dans un accident de voiture.
Le 7 février 1962, un attentat à leur domicile de Boulogne-Billancourt contraint le couple à s'installer à la Lanterne à Versailles. Période de grande activité où, dans le cadre de l'activité de ministre de son mari, ils rencontrent les personnalités de l'époque, hommes politiques, artistes, scientifiques : Kennedy, Nehru, Mohammad Reza Pahlavi, Hiro-Hito, Sartre, Mauriac, Picasso, Chagall, Stravinsky, etc.
En 1966, leurs relations s'étant dégradées, le couple se sépare, et Madeleine Malraux s'installe une partie de l'année à New York où elle reprend sa carrière de concertiste. La mort de ses fils, ses responsabilités politiques ont transformé Malraux : il est devenu irascible, emporté, cassant. Pour marquer sa désapprobation à cette séparation dont il rend responsable son ministre, le général de Gaulle offrira à l'Élysée un dîner de gala en l'honneur de Madeleine Malraux.
À New York, où elle passe donc désormais une partie de l'année, elle fait partie d'un groupe d'artistes et de personnalités, au nombre desquels on compte, entre autres, le violoniste Isaac Stern, le compositeur Igor Stravinsky, le chorégraphe Balanchine ou Jackie Kennedy.
De retour en France, elle enchaîne les concerts, se produisant en public jusque fin 2011 et reprenant Satie et Chostakovitch et continue de fréquenter Florence Malraux, qu'elle affectionne beaucoup.

## Concerts
- 1967 : Berlin, invitée d'honneur au festival de musique de Berlin que dirige Nicolas Nabokov ;
- 1968 : New York au Carnegie Hall, sonate de Mozart avec Isaac Stern ;
- 1971 : Metropolitan Museum of Art, récital en liaison avec l'exposition internationale The Cubist Epoch ;
- 1972 : festival du centenaire de Stravinsky ;
- 1975 : festival du centenaire de Ravel ;
- 1976 : invitée au musée Rimsky-Korsakov à Saint-Pétersbourg ;
- 1976 : Moscou, récital à la mémoire de l'écrivain Boris Pasternak ;
- 2000 : récital au casino de Salies de Béarn (Pyrénées Atlantiques) ;
- 2007 : création du récital EsotErik Satie avec François Marthouret (récitant), conçu par Karin Müller. Concert en soliste au Japon ;
- 2008 : série de concerts au Japon ;
- 2009 : concert au Japon, organisé par Konoé et Miho Hecq-Cauquil Ogawa. EsotErik Satie, devenu Satie en liberté, est donné au musée Tavet de Pontoise et au théâtre des Bouffes du Nord à Paris en septembre ;
- 2011 : création de Les Fulgurances de Nicolas de Staël de Karin Müller, publié aux éditions Guéna-Barley (2011) à la galerie Gimpel & Müller. Madeleine Malraux au piano, François Marthouret, récitant.

## Discographie
- CD (K 617019) : ses interprétations pianistiques d'œuvres de : Alexandre Scriabine, Sergueï Rachmaninov, George Balanchine, Nicolas Nabokov, Arthur Lourié, Dmitri Chostakovitch, Sergueï Prokofiev, Igor Stravinsky.

## Publications
- L'univers farfelu d'André Malraux, 200 croquis d'André Malraux, Paris, Le Chêne, 2009, 240 p., préface de Madeleine et Alain Malraux, présentation par Marie-Josèphe Guers.
- « J'ai épousé mon beau-frère », in Paris Match, 9 février 2010, [propos recueillis par Karine Grunebaum].

## Distinctions et décorations
- Premier prix du Conservatoire national supérieur de musique de Paris ;
- chevalier de la Légion d'honneur en 1986 ;
- officier de la Légion d'honneur le 19 avril 2010, décoration remise rue de Valois des mains du ministre de la Culture Frédéric Mitterrand ;
- Médaille Grand argent de la ville de Paris le 29 juin 2011.